# Mateus Vicente de Oliveira

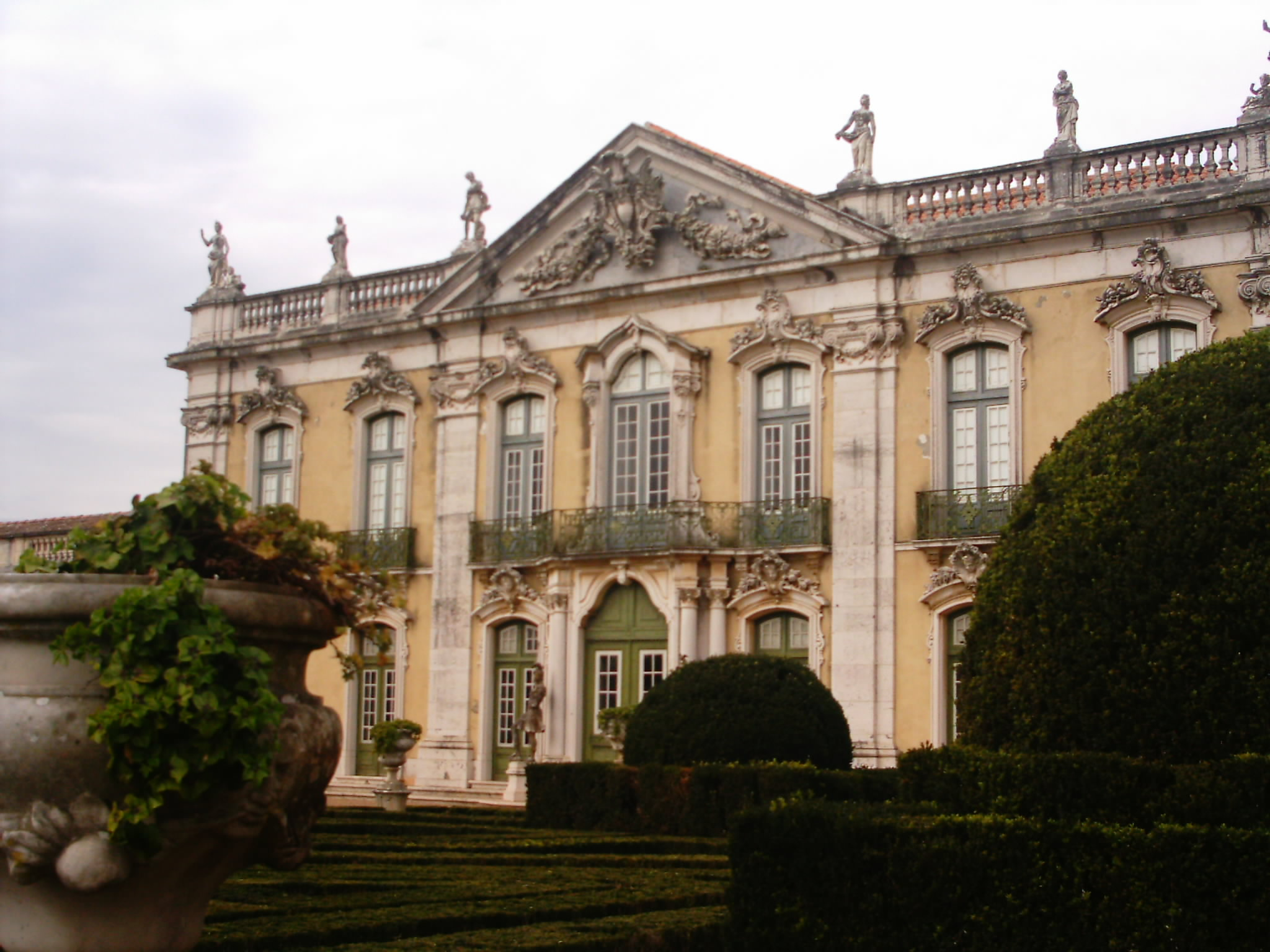
Palast von Queluz

Mateus Vicente de Oliveira (* 1706 in Bacarena; † 1786 in Lissabon) war ein portugiesischer Architekt des Barock und des Rokoko.
Er war Schüler des Johann Friedrich Ludwig und des Jean-Baptiste Robillon beim Bau des Palastes von Mafra. Nach seinen Entwürfen entstand der Königspalast in Queluz. 1779 schuf er den Plan der Basílica da Estrela in Lissabon, deren Fertigstellung er jedoch nicht mehr erlebte.
| Personendaten    | Personendaten               |
| ---------------- | --------------------------- |
| NAME             | Oliveira, Mateus Vicente de |
| KURZBESCHREIBUNG | portugiesischer Architekt   |
| GEBURTSDATUM     | 1706                        |
| GEBURTSORT       | Bacarena                    |
| STERBEDATUM      | 1786                        |
| STERBEORT        | Lissabon                    |